# جون جيه. آدامز
جون جيه. آدامز هو محامي وسياسي أمريكي، ولد في 16 سبتمبر 1848 في نيو برونزويك في كندا، وتوفي في 16 فبراير 1919 في نيويورك في الولايات المتحدة. نشط حزبياً في الحزب الديمقراطي. وقد انتخب عضو مجلس النواب الأمريكي ‏.